# Médiathèque musicale de Paris
 (juillet 2025).
La médiathèque musicale de Paris (MMP) est une bibliothèque publique spécialisée dans la musique sous toutes ses formes et sur tout support (disques, livres, partitions, vidéos…). Faisant partie du réseau des bibliothèques de la ville de Paris, elle a été créée en 1986 en même temps que la nouvelle partie du Forum des Halles.
Elle a une mission triple : prêter des documents sur la musique (bibliothèque publique), être un centre de ressources (bibliothèque d'étude), conserver et préserver les documents sonores (vinyles, cd, vidéos, …).
Elle propose une approche plurielle de la musique qui répond aux besoins de l’ensemble des publics, amateur éclairé, musicien professionnel ou chercheur.

## Historique

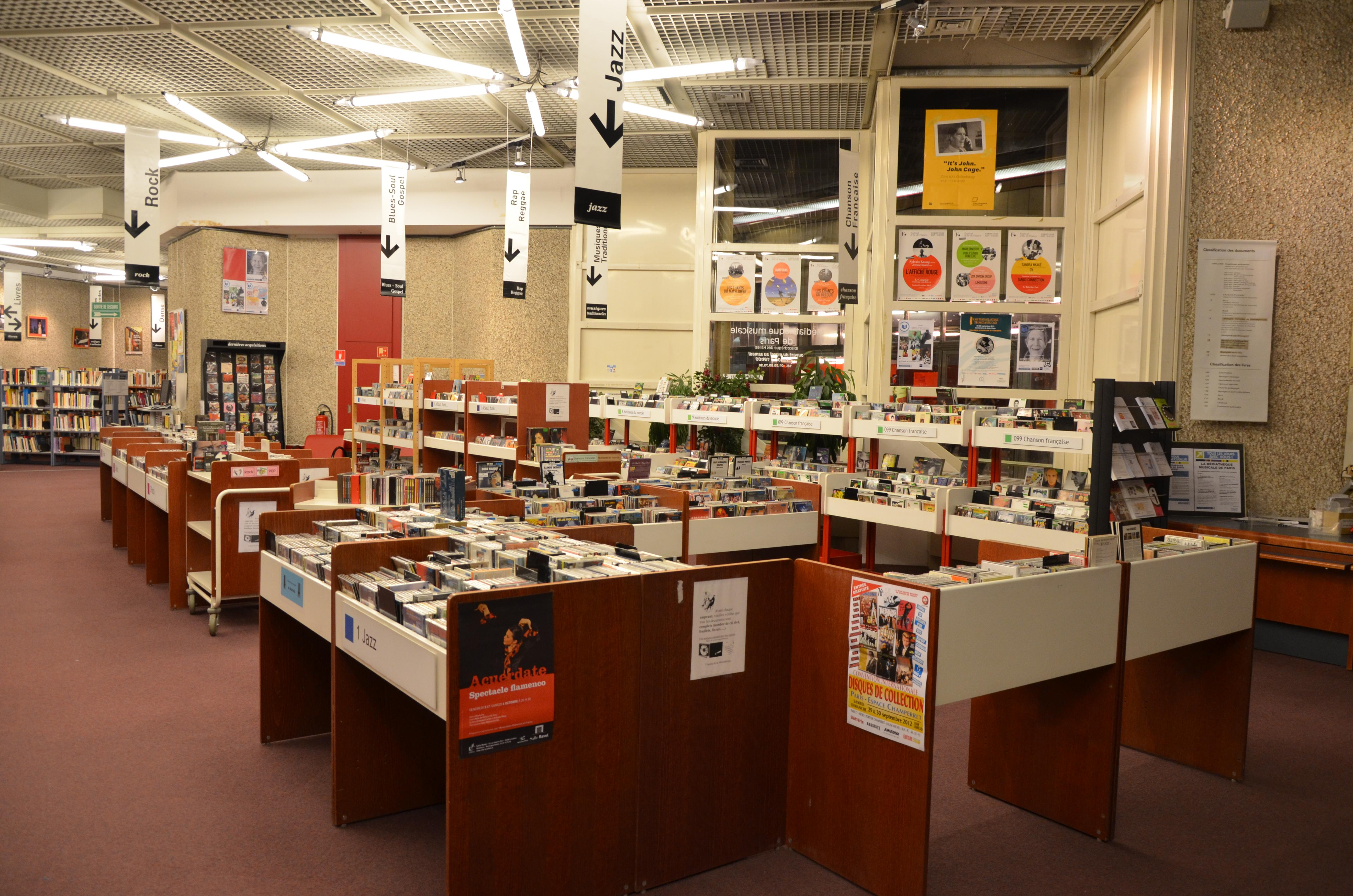
Salle de prêt de la MMP

La médiathèque musicale de Paris (baptisée à l'origine Discothèque des Halles jusqu'en 1996) est née en 1986 et s’est implantée dans le nouveau Forum des Halles (architecte : Paul Chemetov). Dès l’origine, sa mission se différencie des autres établissements de prêt, puisqu’elle mêle médiathèque de prêt, centre de documentation et conservation du patrimoine sonore.

Son rôle de médiathèque de prêt est assuré par le plus vaste choix de documents sur la musique proposé dans le réseau des bibliothèques parisiennes : CD, DVD, partitions, livres (documentaires et œuvres de fiction).
Parallèlement, s’est développée une bibliothèque d’étude (centre de documentation) pour répondre aux besoins documentaires d’étudiants ou de chercheurs.

Enfin, la MMP a été précurseur en 1986 dans sa mission de conservation du patrimoine sonore enregistré. À cette date, le disque microsillon (vinyle) disparaissait au profit du CD et peu de personnes s’intéressaient à sa préservation. Pourtant, dès l’origine, la MMP a conservé des disques 78 tours, des vinyles, mais aussi des CD.

## Les collections

### La médiathèque de prêt
La médiathèque de prêt constitue l'établissement de référence pour la musique dans le réseau parisien, ayant la collection la plus importante dans ce domaine.
Il existe d'autres pôles musicaux au sein des bibliothèques de la ville de Paris, avec des spécialités plus ou moins prononcées (ex : musique contemporaine à la médiathèque Hélène Berr).
La MMP est généraliste en ce qu'elle ne privilégie pas une spécialité en particulier, même si historiquement le fonds musique classique a été proportionnellement plus développé.
En 2015, les collections en prêt s'établissaient à 35 800 CD, 4 200 DVD, 10 600 livres, 11 200 partitions et 500 méthodes musicales. 
En 2023, leur volumétrie est de 90 000 CD, 6 000 DVD ou blu-ray,  147 000 vinyles, 13 000 disques 78 tours, 20 000 livres, 60 000 partitions et 500 périodiques 
À noter que les collections imprimées font partie intégrante des ressources du Centre de Documentation.

### Les Archives sonores

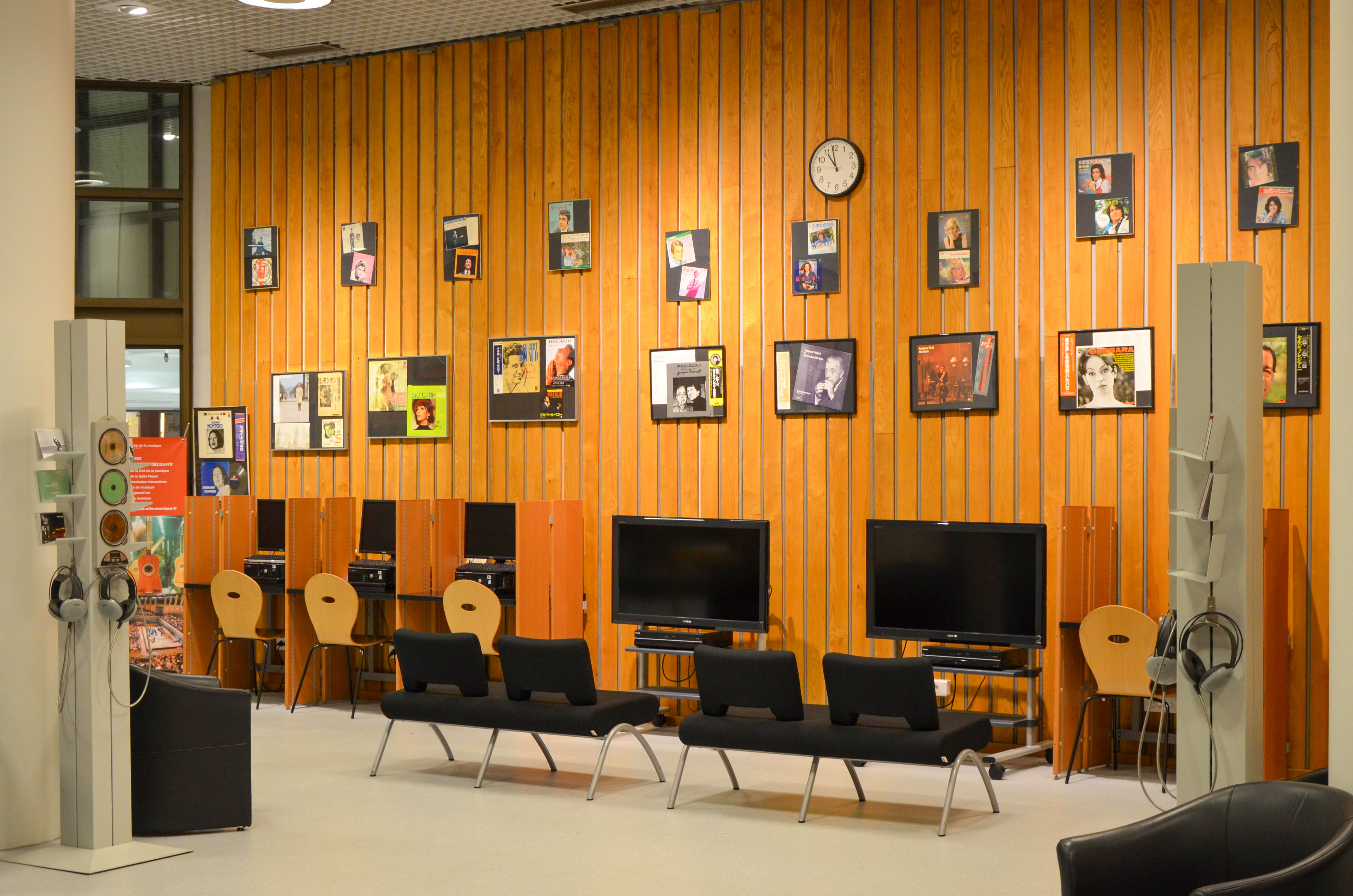
Salle Écoute et Découverte

À la création de la MMP, le fonds des Archives sonores s’est constitué grâce aux collections (40 000 microsillons) de la Discothèque de France, cédées par convention avec la ville de Paris.

Les collections se sont ensuite enrichies par différents moyens : transfert d’autres bibliothèques publiques, notamment parisiennes, lorsque celles-ci ont remplacé leurs disques microsillons par des CD ; achats ou dons de fonds remarquables ; acquisitions régulières de documents dans la production courante.

Les supports les plus anciens (disques 78 tours) sont également présents et certains sont particulièrement rares, comme les documents de la collection Poilvé (ensemble de documents sonores parlés) : leur numérisation constitue l’une des premières expériences de numérisation de disques 78 tours  (accessibles en écoute en ligne à partir du catalogue des bibliothèques spécialisées – onglet « collections numérisées », puis « documents sonores »).

Enfin, des vidéos (VHS, U-matic, DVD et Disque Blu-ray) consacrées à la musique (captation de concerts ou d'opéras, documentaires sur la musique et films musicaux) sont également conservées.

Au total, les Archives sonores comptent actuellement près de 90 000 microsillons, 55 000 CD, 6 000 78 tours et 1 800 vidéos (VHS et DVD) dans leur catalogue et représentent la troisième collection patrimoniale française (après la Bibliothèque nationale de France et les archives de Radio France). De nombreux titres ne se retrouvent pas dans le catalogue de la Bibliothèque nationale de France (BnF), pourtant détentrice du dépôt légal musical.

Tous les documents sont accessibles en écoute sur place.

#### Quelques fonds des Archives Sonores
- Le fonds de disques de 78 tours : 6000 titres, dont plus de 4500 références ont été numérisées et sont disponibles en écoute en ligne sur le catalogue des bibliothèques spécialisées de la ville de Paris.
- Le fonds Arnaud : collection constituée de 1100 disques dont les pochettes ont été illustrées par des auteurs de bande dessinée
- Le fonds Peroy : musique de films (6000 microsillons et 4000 disques compacts qui sont pour certains aujourd'hui introuvables).
- Le fonds Poilvé : 2500 enregistrements parlés (théâtre, poésie, discours), de musique vocale classique, opérette et chanson, dont les plus anciens remontent aux années 1910
- Le fonds Stiegler : 8000 microsillons consacrés au jazz international.
- Le fonds Yabuuchi, consacré à la chanson française des origines aux années 1960.

### Le centre de documentation

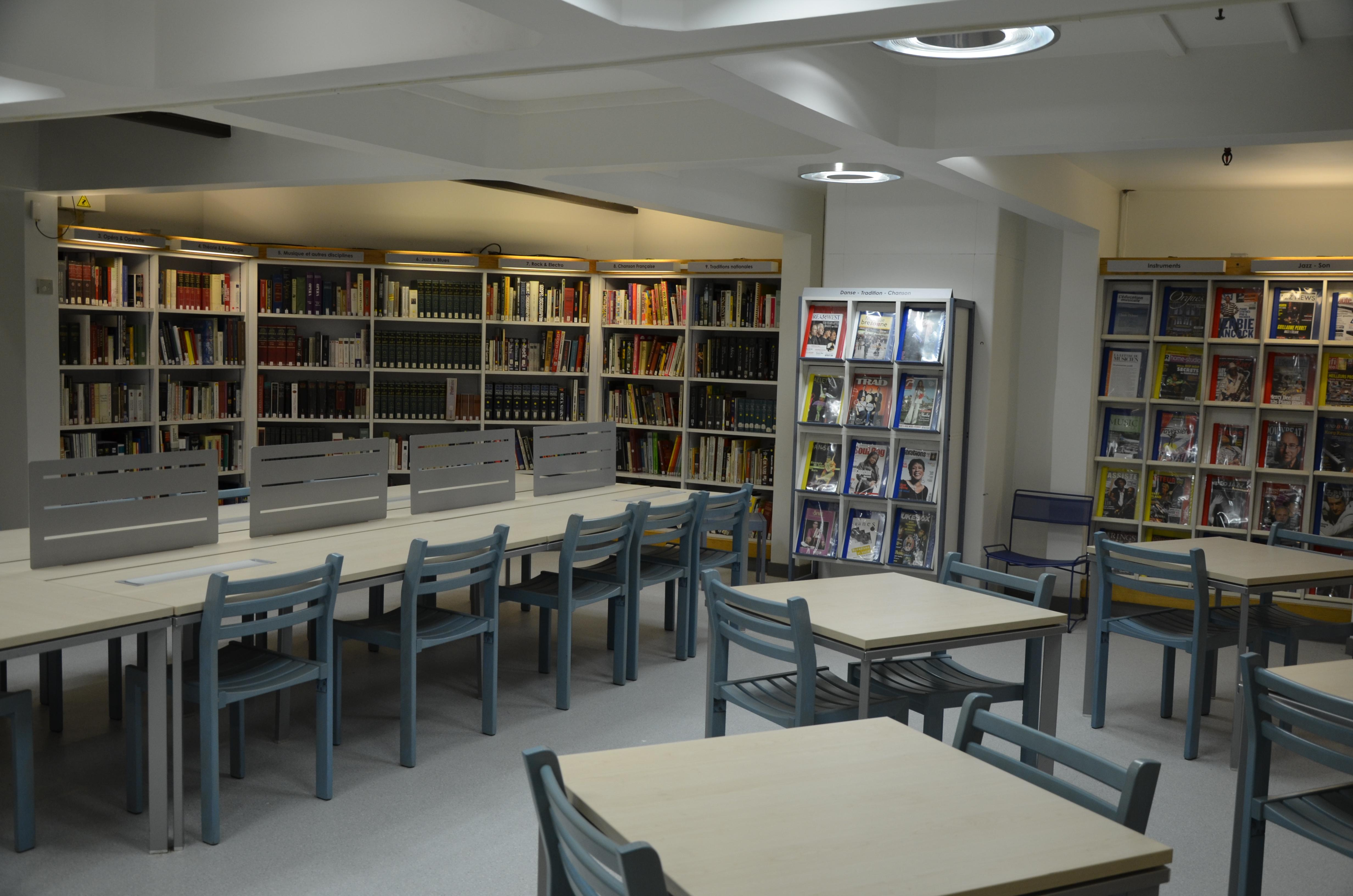

Le 3e axe de la MMP est d’être une bibliothèque d’étude. Le public visé est un public de spécialistes : chercheurs, étudiants, musicologues ou amateurs éclairés.

On retrouve dans les collections du centre de documentation un ensemble de plus de 1500 ouvrages de référence en accès libre : usuels généralistes ou spécialisés, catalogues raisonnés d’œuvres de compositeurs, bibliographies, … mais aussi une importante collection de périodiques musicaux (500 titres conservés, 180 abonnements), parmi lesquels les séries complètes de revues comme Jazz hot.

Sont empruntables 10 000 ouvrages spécialisés sur les différents courants musicaux, en français mais aussi en langues étrangères.

Enfin, le centre de documentation regroupe un important fonds de partitions. Certaines sont empruntables (des réductions d’opéras pour chant et piano et des real books, notamment). D’autres ne sont qu’en consultation sur place (ou accessibles pour certaines en ligne, via les collections numérisées), comme c’est le cas des 8 000 partitions en feuillets, panorama de l’histoire de la chanson française, d’Aristide Bruant à la chanson francophone contemporaine.

## Activités
Pour faire vivre ces collections, des manifestations ayant pour thème la musique sont proposées chaque année. 

Des expositions, d'une durée d'un à deux mois, ont lieu sur des thématiques variées sur les murs de la médiathèque de prêt et dans des vitrines de la salle Ecoute et Découverte : le twist, les instruments à cordes à travers les continents, ou encore les danses d'Amérique latine sont des exemples des thématiques abordées.

Des petits-déjeuners musicaux, également ouverts au public, sont organisés régulièrement. L'objectif est d'allier approche didactique, écoute musicale et découverte. Ont notamment eu lieu des petits-déjeuners musicaux autour de Gustav Mahler, Musique et Littérature, Pink Floyd, Mots et Musique, le mythe d'Orphée, …

Enfin, sont également programmés des ateliers d'initiation, des rencontres avec des professionnels de la musique ou encore des concerts.

En outre, ces activités au sein de la médiathèque sont complétées par des activités hors les murs, dans d'autres établissements comme la maison d'arrêt de la Santé ou des services des hôpitaux de Paris.

## Sources et références
1. ↑  Gilles Pierret, « Les bibliothèques et le disque », dans le Bulletin des bibliothèques de France (BBF), no 5, 2004
2. ↑  Médiathèque Hélène Berr, Paris
3. ↑  Article du Bulletin des Bibliothèques de France présentant la Discothèque de France
4. ↑  Catalogue des bibliothèques spécialisée
5. ↑  Le chapitre "Les collections patrimoniales et les lieux ressources" de l'ouvrage de référence "Musique en bibliothèque" détaille les chiffres pour les principaux établissements conservant des documents sonores.

- Musique en bibliothèque, 2e édition, Cercle de la Librairie, 2002 (coll. Bibliothèques), p. 51 -65
- Pierret, Gilles, « La médiathèque musicale de Paris quinze ans après », BBF, 2002, no 2, p. 56-59 [en ligne] <http://bbf.enssib.fr/>
- Pierret, Gilles, « Les bibliothèques et le disque », BBF, 2004, no 5, p. 74-78 [en ligne] <http://bbf.enssib.fr/>
- Pierret, Gilles, « Valoriser le patrimoine sonore édité : », BBF, 2008, no 6, p. 40-46 [en ligne] <http://bbf.enssib.fr/>